# Marina Siemionowa
Marina Timofiejewna Siemionowa, ros. Марина Тимофеевна Семёнова (ur. 30 maja?/12 czerwca 1908 w Petersburgu, zm. 9 czerwca 2010 w Moskwie) – rosyjska primabalerina, nauczycielka tańca, uznawana za legendę rosyjskiego baletu.

## Życiorys
Debiutowała w Balecie im. Kirowa na deskach Teatru Maryjskiego w Leningradzie. Od 1930 występowała w prestiżowym Teatrze Bolszoj w Moskwie, z którym była związana przez resztę życia. Występowała do 1952, a w kolejnych latach była nauczycielką. W 1975 uzyskała tytuł Ludowego Artysty ZSRR.
W 2008 w Teatrze Bolszoj świętowano jej setne urodziny.
Pochowana na Cmentarzu Nowodziewiczym w Moskwie.

## Nagrody i odznaczenia
- 2001: Podziękowanie Prezydenta Federacji Rosyjskiej za wielki wkład w rozwój narodowy sztuki muzyczno-teatralnej[7]
- 2004: Nagroda Prezydenta Federacji Rosyjskiej w dziedzinie literatury i sztuki 2003 roku za wybitny wkład twórczy i naukowy w kulturę artystyczną Rosji[8]
- 2007: Nagroda teatralna "Złota maska" w nominacji "Za cześć i dostojność"[9].